# Contea di Shangsi
La contea di Shangsi (上思县S, Shàngsī XiànP) è una contea della Cina, situata nella regione autonoma di Guangxi e amministrata dalla prefettura di Fangchenggang.